# Nome (Teksas)
Nome – miasto w Stanach Zjednoczonych, w stanie Teksas, w hrabstwie Jefferson.